# Circonscription de Skhirate-Témara
Pour les articles homonymes, voir Skhirat (homonymie).
La circonscription de Skhirate-Témara est la circonscriptions législatives marocaines de la préfecture de Skhirate-Témara située en région Rabat-Salé-Kénitra. Elle est représentée dans la Xe législature par Mouh Redjali, Mohamed Hilali et Hassan Arif.

## Historique des députations
| Législature | Début de mandat  | Fin de mandat    | Députés élus | Députés élus      | Députés élus | Députés élus           | Députés élus | Députés élus         | Députés élus | Députés élus     |
| ----------- | ---------------- | ---------------- | ------------ | ----------------- | ------------ | ---------------------- | ------------ | -------------------- | ------------ | ---------------- |
| IXe         | 26 novembre 2011 | 7 octobre 2016   |              | Moh Rejdali (PJD) |              | Aâtimad Zahidi (PJD)   |              | Brahim Chkili (PAM)  |              | Hassan Arif (UC) |
| Xe          | 8 octobre 2016   | 8 septembre 2021 |              | Moh Rejdali (PJD) |              | Abdelaziz El Aid (PJD) |              | Mohamed Hilali (PAM) |              | Hassan Arif (UC) |
| XIe         | 9 septembre 2021 | ?                |              | Rachid Sajid (PI) |              | Rachid Hamri (RNI)     |              | Mohamed Hilali (PAM) |              | Hassan Arif (UC) |

## Historique des élections

### Découpage électoral d'octobre 2011

#### Élections de 2016
| Parti            | Parti                                         | Voix    | %      | Député(s) élus |
| ---------------- | --------------------------------------------- | ------- | ------ | -------------- |
|                  | Parti de la justice et du développement (PJD) | 38 796  | 42,18  | Moh Rejdali    |
| Abdelaziz El Aid | Parti de la justice et du développement (PJD) | 38 796  | 42,18  |                |
|                  | Parti authenticité et modernité (PAM)         | 20 010  | 21,76  | Mohamed Hilali |
|                  | Union constitutionnelle (UC)                  | 10 740  | 11,68  | Hassan Arif    |
|                  | Rassemblement national des indépendants (RNI) | 7 247   | 7,88   |                |
|                  | Parti de l'Istiqlal (PI)                      | 4 351   | 4,73   |                |
|                  | Fédération de la gauche démocratique (FGD)    | 3 048   | 3,31   |                |
|                  | Parti du progrès et du socialisme (PPS)       | 3 040   | 3,31   |                |
|                  | Union socialiste des forces populaires (USFP) | 2 138   | 2,32   |                |
|                  | Mouvement démocratique et social (MDS)        | 511     | 0,56   |                |
|                  | Mouvement populaire (MP)                      | 411     | 0,45   |                |
|                  | Parti démocratique de l'indépendance (PDI)    | 343     | 0,37   |                |
|                  | Parti de l'Espoir (PE)                        | 341     | 0,37   |                |
|                  | Front des forces démocratiques (FFD)          | 297     | 0,32   |                |
|                  | Parti du renouveau et de l'équité (PRE)       | 265     | 0,29   |                |
|                  | Parti de la société démocratique (PSD)        | 185     | 0,20   |                |
|                  | Parti de la renaissance et de la vertu (PRV)  | 159     | 0,17   |                |
|                  | Parti démocrate national (PDN)                | 89      | 0,10   |                |
|                  |                                               |         |        |                |
| Inscrits         | Inscrits                                      | 116 331 | 100,00 |                |
| Abstentions      | Abstentions                                   | 63 156  | 54,29  |                |
| Exprimés         | Exprimés                                      | 53 175  | 45,71  |                |

#### Élections de 2021
| Parti       | Parti                                                       | Voix    | %      | Députés élus   |  |
| ----------- | ----------------------------------------------------------- | ------- | ------ | -------------- |  |
|             | Rassemblement national des indépendants (RNI)               | 22 219  | 22,67  | Rachid Hamri   |  |
|             | Union constitutionnelle (UC)                                | 16 824  | 17,16  | Hassan Arif    |  |
|             | Parti authenticité et modernité (PAM)                       | 15 545  | 15,86  | Mohamed Hilali |  |
|             | Parti de l'Istiqlal (PI)                                    | 12 877  | 13,14  | Rachid Sajid   |  |
|             | Parti de la justice et du développement (PJD)               | 5 398   | 5,51   |                |  |
|             | Parti du progrès et du socialisme (PPS)                     | 4 874   | 4,97   |                |  |
|             | Mouvement populaire (MP)                                    | 4 552   | 4,64   |                |  |
|             | Mouvement démocratique et social (MDS)                      | 2 399   | 2,45   |                |  |
|             | Alliance de la fédération de gauche (AGD)                   | 2 006   | 2,05   |                |  |
|             | Parti de l'équité (PRE)                                     | 1 778   | 1,81   |                |  |
|             | Union socialiste des forces populaires (USFP)               | 1 744   | 1,78   |                |  |
|             | Parti de l'environnement et du développement durable (PEDD) | 1 279   | 1,30   |                |  |
|             | Parti socialiste unifié (PSU)                               | 1 049   | 1,07   |                |  |
|             | Front des forces démocratiques (FFD)                        | 1 030   | 1,05   |                |  |
|             | Parti des Néo-Démocrates (PND)                              | 973     | 0,99   |                |  |
|             | Parti de l'unité et de la démocratie (PUD)                  | 955     | 0,97   |                |  |
|             | Parti de l'Espoir (PE)                                      | 790     | 0,81   |                |  |
|             | Parti de la réforme et du développement (PRD)               | 706     | 0,72   |                |  |
|             | Parti marocain libéral (PML)                                | 562     | 0,57   |                |  |
|             | Parti du centre social (PCS)                                | 400     | 0,41   |                |  |
|             | Parti vert marocain (PVM)                                   | 67      | 0,07   |                |  |
|             |                                                             |         |        |                |  |
| Inscrits    | Inscrits                                                    | 209 281 | 100,00 |                |  |
| Abstentions | Abstentions                                                 | 111 254 | 53,16  |                |  |
| Exprimés    | Exprimés                                                    | 98 027  | 46,84  |                |  |